# Хабсбургска монархия
Хабсбургска монархия (на немски: Habsburgermonarchie), също Хабсбургска империя (Habsburgerreich, Habsburgisches Reich) или само Хабсбурги (Habsburger), наричана още Дунавска монархия и Австрийска монархия, е неофициално наименование на територията с владенията на династията Хабсбурги и наследилата я династия Хабсбург-Лотаринги до 1918 г. Обикновено наименованието се използва за владенията им до тяхното обединяване в държавата Австрийска империя (1804).

## История
Преди Австрийската империя тя е коренно различна от подобните общности в Европа. Някои западноевропейски историци я класифицират като политическа аномалия, чиято структурна слабост е постоянно състояние на криза и предстоящ упадък.
За родина на Хабсбургите, според установени исторически данни за XI век, са считани владения в днешна Швейцария и Елзас (Франция). Рудолф I (XIII век), първият римско-немски крал от Хабсбургите, управлява райони между Вогезите, Шварцвалд и Люцернското езеро. Тези владения идват, когато Хабсбургите наследяват земите на австрийските князе Бабенберги. След поредица от придобивания на земи и отстъпвания на част от тях през вековете основната част от владенията се измества на изток, чийто главен град е Виена.
Слез края на Войната за испанското наследство със сключването на Ращатския мирен договор Австрия на Хабсбургите достига най-голямото си териториално разширение от разделянето на наследството на Карл V през 1556 и се превръща в голяма сила в Западна и Южна Европа в допълнение към доминиращото си влияние в Централна Европа.

## Състав

### Ерцхерцогство Австрия
Вижте: Списък на ерцхерцозите на Австрия

### Земи на Бохемската корона
Страните на Бохемската корона (на чешки: Země koruny české) са Бохемия, Моравия и Австрийска Силезия. Бохемската корона попада при Хабсбургите след битката против Османите (1526).

### Земи на Унгарската корона
Страните на Светата унгарска корона (Länder der Heiligen Ungarischen Stephanskrone, (унгарски: Szent István Koronájának Országai, хърватски:Zemlje krune Svetog Stjepana, словашки: Krajiny Svätoštefanskej koruny) са днешните Унгария, Словакия, Румъния, Сърбия, Хърватия, Словения и частично Австрия. Тези части на Хабсбургската монархия са били извън Свещената Римска империя.
През 1687 г., по време на Голямата турска война, унгарският парламент обявява Светата унгарска корона на Стефан за наследствена. Така Унгария получава особен ранг в Хабсбургската монархия, запазен до 1867 г.

### Други страни
- Велико херцогство Тоскана, зависимо (1530)
- Херцогство Парма, 1735 – 1748 г.
- Херцогство Модена, на Хабсбург-Есте (1814)
- Австрийска Нидерландия
- Миланско херцогство
- Венето
- Сардинско кралство
- Сицилианско кралство
- Олтения
- Румъния, 1718 – 1739
- Северна Сърбия, 1718 – 1739
- Военна граница
- Босна и Херцеговина
- Галиция и Лодомерия
- Полша, 1867 – 1918 при Цислейтания
- Буковина, 1867 – 1918 при Цислейтания